# Ctenodecticus bolivari
Ctenodecticus bolivari is een rechtvleugelig insect uit de familie sabelsprinkhanen (Tettigoniidae). De wetenschappelijke naam van deze soort is voor het eerst geldig gepubliceerd in 1881 door Targioni-Tozzetti.